# Deklaracja londyńska
Deklaracja londyńska o prawach wojny morskiej (ang. London Declaration concerning the Laws of Naval War) – deklaracja z 26 lutego 1909 przyjęta na konferencji prawa morza w Londynie (4 XII 1908 – 26 II 1909), została podpisana przez delegacje 10 uczestników (Austro-Węgry, Francja, Niemcy, Włochy, Japonia, Rosja, Holandia, Hiszpania, Wielka Brytania i Stany Zjednoczone).
Głównym celem konferencji było doprecyzowanie art. 7 Konwencji haskiej Nr XII o utworzeniu Międzynarodowego Trybunału Łupów. Trybunał kierować się miał ustaleniami Konwencji, a przy braku stosownych norm stosować reguły prawa międzynarodowego (ang. rules of international law), zaś przy braku reguł powszechnie uznanych ogólne zasady sprawiedliwości i słuszności (ang. general principles of justice and equity). Z uwagi na niejasność tego przepisu, XII Konwencja została ratyfikowana tylko przez jedno państwo i nie weszła w życie.
Deklaracja omawia sprawy blokady morskiej, kontrabandy wojennej, pryzów, konwojów i odszkodowań.
Blokada winna być ograniczona do portów i wybrzeży nieprzyjaciela lub zajętych przez niego, aby była obowiązującą, musi być rzeczywista (zgodnie z tym co mówi Deklaracja paryska z 1856), to jest wykonywana przez siłę zbrojną wystarczającą, aby rzeczywiście zabronić dostępu, powinna być bezstronnie stosowana do wszelkich bander. Okręt neutralny w razie niebezpieczeństwa stwierdzonego przez władze sił blokujących może zawinąć do miejscowości blokowanej i później wypłynąć, pod warunkiem, że nic tam nie załaduje ani wyładuje. Rozpoczęcie i zakończenie blokady ma być ogłoszone państwom neutralnym i władzom miejscowym. Siły blokujące nie powinny zagradzać dostępu do portów i wybrzeży neutralnych.
Kontrabanda dzielona jest na bezwzględną (broń, amunicja i sprzęt wojskowy), która może być zawsze zajęta, jeżeli została przeznaczona dla kraju nieprzyjacielskiego, i względną (żywność, odzież, paliwa, surowce, pieniądze) mogąca być zajętą, o ile znajdowała się na statku, zmierzającego do portu państwa nieprzyjacielskiego lub jego sił zbrojnych. Według art. 27 nie mogą być uznane za kontrabandę wojenną przedmioty i materiały nie mogące służyć do użytku wojennego. Art. 28n wyliczają szczegółowo, że do tej kategorii należą m.in. meble, nawozy, narzędzia rolnicze, czy materiały medyczne. Te ostatnie w wypadku poważnej konieczności wojennej mogą być zarekwirowane (tzn. przysługuje odszkodowanie).
Przedmioty stanowiące kontrabandę ulegają konfiskacie. Konfiskata statku wiozącego kontrabandę jest dozwolona, jeżeli kontrabanda stanowi więcej niż połowę ładunku pod względem wartości, wagi, objętości bądź wysokości przewoźnego. Statek wiozący przedmioty, podlegające zajęciu, może być zajęty na otwartym morzu lub na wodach stron walczących w każdej chwili swej podróży, nawet jeżeli ma zamiar zatrzymać się w porcie neutralnym.
Statek neutralny zostaje skonfiskowany i traktowany jak nieprzyjacielski, jeśli bierze udział bezpośredni w krokach nieprzyjacielskich, lub gdy pozostaje pod rozkazami lub pod kontrolą agenta umieszczonego na nim przez rząd nieprzyjacielski lub jeśli jest w tym czasie przeznaczony wyłącznie do przewozu wojsk nieprzyjacielskich lub przekazywania wiadomości w interesie nieprzyjaciela. W wypadkach tych towary należące do właściciela statku podlegają również konfiskacie. Zajęty statek neutralny powinien być zaprowadzony do właściwego portu w celu uzyskania orzeczenia prawnego co da ważności zaboru. Jedynie ważne konieczności mogą usprawiedliwić jego zniszczenie, należy przy tym zabezpieczyć papiery okrętowe i załogę. Dowód konieczności zniszczenia obciąża niszczącego, w przeciwnym razie wymagane jest odszkodowanie.
Każdy członek siły zbrojnej nieprzyjaciela, znaleziony na statku handlowym neutralnym, może być wzięty do niewoli, choćby statek nie podlegał zajęciu.
Statki neutralne płynące pod konwojem okrętu wojennego tej samej bandery nie podlegają zwiedzeniu. Dowódca tego ostatniego na żądanie dowódcy okrętu wojennego państwa wojującego daje mu na piśmie wszelkie wiadomości o charakterze statków i ich ładunku, których mogłoby dostarczyć zwiedzenie. W razie powodów do podejrzeń dowódca konwoju powinien przeprowadzić sprawdzenie i jeśli uzna ich potwierdzenie, opieka konwoju powinna być cofniętą.
Według art. 63 opór stawiony siłą przeciwko wykonaniu prawa zatrzymania, zwiedzenia i zajęcia statku powoduje zawsze jego konfiskatę. Ładunek ma być traktowany jak ładunek statku nieprzyjacielskiego; towary należące do kapitana albo właściciela statku są uznane za towar nieprzyjacielski.
Art. 64: jeżeli zajęcie statku albo towarów nie zostało zatwierdzone przez właściwy sąd albo nie zostało utrzymane bez sądu, zainteresowani mają prawo do odszkodowania, chyba że istniały wystarczające powody do zajęcia statku albo towarów.
Depozytariuszem zgodnie z art. 67 był rząd brytyjski. Wobec braku ratyfikacji Deklaracja nie nabrała mocy. Po wybuchu I wojny światowej USA zaproponowały stronom walczącym stosowanie Deklaracji; w początkowej fazie wojny większość jej przepisów była przez państwa walczące przestrzegana, czego następnie stopniowo zaniedbano, aż do zupełnego uchylenia się Wielkiej Brytanii (1916), a następnie Francji.